# هاري كونواي
هاري كونواي (بالإنجليزية: Harry Conway)‏ (17 سبتمبر 1992 بسيدني في أستراليا - ) هو لاعب كريكت أسترالي. لعب مع فريق أستراليا 11 ‏ وفريق جنوب ويلز الجديد للكريكت ‏ وPrime Minister's XI ‏.

## وصلات خارجية
- هاري كونواي على موقع إي آس بي آن كريك إنفو (الإنجليزية)